# John Wick - Capitolo 2
John Wick - Capitolo 2 (John Wick: Chapter 2) è un film del 2017 diretto da Chad Stahelski.
La pellicola, scritta da Derek Kolstad e con protagonista Keanu Reeves, è il sequel di John Wick (2014), nonché secondo capitolo dell'omonimo franchise, a cui seguono John Wick 3 - Parabellum (2019) e John Wick 4 (2023). Il film è interpretato anche da Riccardo Scamarcio, Claudia Gerini, Ian McShane, Ruby Rose, Lance Reddick, Laurence Fishburne e Common.

## Trama
Conclusa la propria sanguinosa vendetta nei confronti della famiglia mafiosa russa dei Tarasov, il leggendario sicario John Wick si reca nell'officina del fratello di Viggo, Abram, e si riappropria dell'automobile che gli era stata sottratta nel primo film, non prima però di aver ucciso tutti i prezzolati di Abram. John, dunque, è tornato a casa, pronto a godersi la pensione in pace. Purtroppo ciò non è possibile, perché qualcosa lo lega ancora al suo passato nel mondo del crimine: un "pegno", un medaglione con cui ogni sicario, in cambio di un favore ricevuto da qualcuno, può offrire i propri servigi a quest'ultimo, imprimendo una goccia del proprio sangue all'interno e consegnandoglielo. Diversi anni prima, John aveva chiesto l'aiuto della famiglia camorristica D'Antonio per compiere la sua ultima missione, lo sterminio dei rivali dei Tarasov, con la quale aveva conquistato il diritto a ritirarsi dal crimine. E ora è proprio Santino D'Antonio, giovane boss in ascesa, che gli chiede di saldare il pegno riprendendo i panni del killer per una nuova missione. John rifiuta senza nemmeno chiedere i dettagli dell'incarico, poiché non vuole più tornare nel mondo del crimine, pur sapendo che il pegno costituisce un obbligo; come conseguenza, Santino gli fa esplodere la casa.
Senza più un posto dove stare, John torna all'Hotel Continental di New York, per lasciare il suo nuovo cane in un posto sicuro e parlare col direttore, il suo vecchio amico Winston che è anche il custode del registro di tutti i pegni: questi, nonostante disprezzi Santino, gli ricorda che è tenuto a onorare il suo pegno e che non può nemmeno evitarlo uccidendo chi ne vanta il credito. Se vuole vivere in pace non ha alternative e quindi dovrà saldare il debito. John si reca quindi da Santino per accettare a malincuore l'incarico: qui scopre che il boss gli chiede di assassinare la propria sorella, Gianna, perché vuole ereditarne il posto alla "Gran Tavola", l'associazione della malavita globale.
Wick si reca quindi a Roma per eliminare la camorrista, che sta per festeggiare la propria ascesa alla Gran Tavola. John pianifica l'assassinio, equipaggiandosi a dovere presso il Continental di Roma e, durante la festa, raggiunge Gianna, la quale, capendo di essere spacciata, decide per orgoglio di togliersi la vita da sola tagliandosi le vene. John la finisce con un colpo di pistola e riesce a fuggire inseguito sia dalla scorta di Gianna, guidata dall'abile e fedele Cassian, che dai sicari di Santino, capeggiati dalla muta e spietata Ares; dopo aver eliminato gran parte degli inseguitori, John viene rintracciato e aggredito da Cassian e i due combattono ferocemente finché non finiscono dentro il Continental, nella cui area le regole vietano spargimenti di sangue. I due, che comunque si stimano professionalmente, hanno un dialogo e Cassian comprende le ragioni che hanno spinto John ad agire, ma ciononostante gli giura vendetta per la morte della donna che proteggeva.
A questo punto John lascia Roma per tornare a New York: ha onorato il suo pegno, ma non è tornato un uomo libero. Oltre alla vendetta di Cassian, sulla sua testa ora pende anche una taglia di sette milioni di dollari, istituita proprio da Santino per salvare l'onore della famiglia ed evitare di essere sospettato come mandante.
Immediatamente, tutti i killer di New York tentano di assassinare John, che però resiste eliminandoli uno dopo l'altro, finché non è costretto a confrontarsi nuovamente con Cassian, che lo ha seguito dall'Italia ed è determinato a vendicare Gianna. I due hanno una violenta colluttazione su un treno e ancora una volta John ne esce vincitore, conficcandogli un coltello nell'aorta, ma senza rimuoverlo, risparmiandolo in onore della propria amicizia. Ferito e stremato dai vari scontri avuti coi numerosi avversari, John chiede aiuto al "re di Bowery", un boss che comanda il sotto-mondo dei senzatetto di New York. Quest'ultimo, un uomo imponente e autoritario, inizialmente pensa di riscuotere la taglia milionaria, ma poi si lascia convincere: Santino è un pericoloso rivale per il controllo della città e Wick può eliminarlo. Il "re" decide quindi di consegnarli un'arma e indicargli dove può trovare il camorrista.
John raggiunge quindi Santino, ma riesce solo a neutralizzare le sue guardie, tra cui Ares. Successivamente insegue il boss fino all'hotel Continental di New York, dove si è rifugiato. Lì Winston ricorda a John che la loro legge gli impedisce di spargere sangue sul suolo del Continental, pena la morte. A questa terribile prospettiva John sembra esitare, ma Santino lo schernisce e il killer lo elimina con un colpo di pistola. L'alternativa in effetti sarebbe stata essere braccato per via della taglia che lo stesso Santino aveva messo sulla sua testa. Così facendo John ottiene la sua vendetta nei confronti dell'uomo che lo aveva messo con le spalle al muro e, piuttosto che vederselo imposto, di fatto sceglie di essere inseguito per sempre.
Winston, abbattuto, riferisce a John che, in seguito a ciò che ha fatto, è "scomunicato" dalla casta dei sicari ed è condannato a morte; tuttavia, in memoria della loro amicizia, gli concede un'ora di tempo per fuggire. Prima di allontanarsi, però, John asserisce che ucciderà tutti coloro che si metteranno contro di lui, al che Winston replica: "Non ho dubbi".

## Produzione

### Sviluppo
Nel febbraio 2015, i registi Chad Stahelski e David Leitch rivelarono che un sequel del film John Wick era in sviluppo. Nello stesso mese, il CEO della Lionsgate John Feltheimer affermò durante una conferenza stampa di vedere John Wick come "un franchise d'azione costituito da più film". In più, fu confermato che Kolstad sarebbe tornato a scrivere la sceneggiatura. Nel maggio 2015, fu confermato che il sequel era in fase di pre-produzione e che era stata messa in vendita l'immagine a livello internazionale al Cannes Film Market del 2015. Fu tra l'altro annunciato che Keanu Reeves, Stahelski e Leitch sarebbero ritornati per realizzare il film con l'inizio delle riprese previsto per la fine del 2015.

### Riprese
La lavorazione del film è incominciata il 26 ottobre 2015 a New York. In seguito, le riprese si sono spostate a Roma.
Le scene del film hanno avuto luogo a Roma al Grand Hotel Plaza, alla Galleria di Arte Moderna, agli Horti Sallustiani, alle Terme di Caracalla e a Piazza Navona.

## Promozione
Il primo trailer ufficiale del film è stato diffuso l'8 ottobre 2016. Il primo trailer italiano viene diffuso il 18 febbraio 2017.

## Distribuzione
Il film è stato distribuito negli Stati Uniti dalla Summit Entertainment il 10 febbraio 2017, mentre in Italia il 16 marzo dello stesso anno.

## Accoglienza

### Incassi
A fronte di un budget di 40 milioni di dollari, la pellicola ne ha incassati circa 92 milioni in Nord America e 82,3 milioni nel resto del mondo, per un totale di $171,539,887. Il film in Italia nel primo weekend ha incassato 776314 €, mentre l'incasso totale è di 1897823 €.

### Critica
Sull'aggregatore di recensioni Rotten Tomatoes il film ha un indice di gradimento dell'89% basato su 283 recensioni, con un voto medio di 7,4 su 10. Su Metacritic ottiene un punteggio di 75 su 100 basato su 43 recensioni.

## Sequel
Nell'ottobre 2016, il regista Chad Stahelski ha dichiarato che un terzo film era in fase di scrittura, mentre nel giugno 2017 viene annunciato che Derek Kolstad sarebbe tornato a scrivere la sceneggiatura. Nel settembre 2017, la Lionsgate ha fissato la data di uscita del film per il 17 maggio 2019 e Keanu Reeves sarebbe tornato a interpretare il protagonista.